# ウシダ・フィンドレイ・パートナーシップ
ウシダ・フィンドレイ・パートナーシップは、牛田栄作＋キャサリン・フィンドレイの主宰するアトリエ系建築設計事務所。
1986年、牛田フィンドレイ建築デザイン事務所設立、1988年ウシダ・フィンドレイ・パートナーシップに改組。トラス・ウォール工法などを得意とする。
牛田英作（1954年-　）東京生まれ。1976年 東京大学工学部建築学科卒業。1976年-1983年、磯崎新アトリエ勤務。1984年-1986年、リチャード・ロジャース・パートナーシップ勤務。
キャサリン・フィンドレイ（1953年1月26日- 2014年1月10日）スコットランド生まれ。1976年-1983年、AAスクール在籍。1980-1982年、文部省給費留学生として東京大学修士課程に研究生として在籍、磯崎新アトリエ勤務。1984-1986年、AAスクールで教鞭をとる。1998年、東京大学助教授。
1988年 MCH House of Cupコンペティション1等受賞。第1回空間コンペ金賞（SOFT AND HAIRY HOUSE-茨城県つくば市・光畑邸）、1994年 FIRST ANNUAL TOKYO JOURNAL INNOVATIVE AWARDS 建築部門、BBC DESIGN AWARDS 特別賞、日本電気硝子NEG空間デザインコンペティション作品例部門金賞受賞。
その他作品に、TRUSS WALL HOUSE、LIGHTCAVE、POLYPHONY、水前寺江津湖公園管理棟、卵型バスルーム、プールハウス、ビリヤードハウス、アルセロール・ミッタル・オービットなど。

## 作品
| 名称                                                     | 年     | 所在地         | 状態     | 備考 |
| -------------------------------------------------------- | ------ | -------------- | -------- | ---- |
| ECHO CHAMBER（エコーチェンバー）                         | 1989年 | 東京都杉並区   |          |      |
| CHIAROSCURO（キロアスキューロ）                          | 1993年 | 東京都世田谷区 |          |      |
| TRUSS WALL HOUSE（トラス・ウォール・ハウス）             | 1993年 | 東京都町田市   |          |      |
| SOFT AND HAIRY HOUSE（ソフト・アンド・ヘアリー・ハウス） | 1993年 | 茨城県つくば市 |          |      |
| 懐山居                                                   | 1994年 | 和歌山県       |          |      |
| HOUSING PROTOTYPE（ハウジング・プロトタイプ）            | 1995年 | 大阪府泉佐野市 | 現存せず |      |
| POLYPHONY（ポリフォニー）                                | 1997年 | 大阪府吹田市   | 現存せず |      |
| ビリヤードハウス                                         | 1998年 | 愛知県名古屋市 |          |      |
| 水前寺江津湖公園管理棟                                   | 1999年 | 熊本市東区     |          |      |
| LIGHT CAVE（ライト・ケイブ）                             | 2001年 | 東京都府中市   |          |      |
| プールハウス                                             | 2001年 | 南イングランド |          |      |